# デムリ・タプラゼ
デムリ・タプラゼ（グルジア語: დემურ თაფლაძე、Demur Tapladze、2000年3月18日 - ）は、ラグビー・ヨーロッパ・スーパーカップ、ブラックライオンに所属するラグビーユニオン選手。

## プロフィール
- ジョージア・クタイシ出身[1]。
- ポジションはセンター(CTB)。
- 身長 193cm、体重 94kg
- U20ジョージア代表に選ばれたことがある[2]。
- ジョージア代表キャップは40（2024年7月現在）でラグビーワールドカップ2023のジョージア代表に選ばれた[3]。

## 略歴
レロ・サラセンズを経て、2021年、ブラックライオンに加入。 